# ぎおん柏崎まつり
ぎおん柏崎まつり（ぎおんかしわざきまつり）は新潟県柏崎市で開催される祭である。特に、ぎおん柏崎まつり 海の花火大会は、越後三大花火のひとつ「海の柏崎」として有名である。

## 要項
毎年、7月24日、25日、26日にかけて開催される（日程は固定）。

## まつりの内容
- 7月24日
  - マーチングパレード
  - 民謡街頭流し
- 7月25日
  - たる仁和賀パレード
  - 柏崎市内の町内会による勇敢な山車や、みこしのパレード。近年では、アニメキャラクターのみこしから、よさこいソーランまで何でもやっている。
- 7月26日
  - 海の大花火大会（詳細は下記に記載）。

## 海の大花火大会
毎年7月26日に行われている花火大会。来場者数は毎年20万人といわれる。地元のコミュニティFM柏崎コミュニティ放送では、海の大花火大会の実況生中継をしている。
主な打ち上げ花火
- 尺玉100発1500メートル一斉打上
- 怒涛の尺玉300連発
- 海上三尺玉二発同時打上
- 海中空大スターマイン
- 超ベスビアス海空V連打ワイドスターマイン

など